# Torsten Wadman
Torsten Gerry Wadman (* 30. Juni 1947 in Fryksände) ist ein ehemaliger schwedischer Biathlet.
Torsten Wadman startete für Skidklubben Bore aus Torsby. Er nahm erstmals 1971 an internationalen Meisterschaften teil. Bei den Weltmeisterschaften in Hämeenlinna wurde er 27. des Einzels. Im Jahr darauf folgte die erste Teilnahme an den Olympischen Winterspielen 1972 in Sapporo belegte er die Ränge 49 im Einzel und mit Lars-Göran Arwidson, Olle Petrusson und Holmfrid Olsson fünf im Staffelrennen. In Lake Placid kam er bei den Biathlon-Weltmeisterschaften 1973 auf den 34. Platz. Seinen größten Erfolg erreichte Wadman bei den Biathlon-Weltmeisterschaften 1974 in Minsk. Beim erstmals bei Weltmeisterschaften ausgetragenen Sprint gewann er hinter Juhani Suutarinen und Günter Bartnik die Bronzemedaille. Es war die erste Einzelmedaille für Schweden seit Sven Agge bei den zweiten Weltmeisterschaften im Einzel gewann. Im Einzel kam Wadman in Minsk auf Platz 18. 1975 wurde er in Antholz 39. des Einzels, 27. des Sprints und Arvidsson, Petrusson und Sune Adolfsson Siebter im Staffelrennen. Im Jahr darauf konnte Wadman in Innsbruck erneut an Olympischen Winterspielen teilnehmen und kam erneut in beiden Rennen zum Einsatz. Im Einzel lief er auf Rang 48., mit Mats-Åke Lantz, Adolfsson und Arvidsson wurde er Achter im Staffelrennen. Bei den Weltmeisterschaften im noch nichtolympischen Sprint wurde Wadman in Antholz ebenfalls 48.